# Lica Lica
Lica Lica (auch: Licalica Khuchu) ist eine Streusiedlung im Departamento Potosí im südamerikanischen Anden-Staat Bolivien.

## Lage im Nahraum
Lica Lica ist drittgrößte Ortschaft des Kanton Betanzos im Municipio Betanzos in der Provinz Cornelio Saavedra. Die Ortschaft liegt auf einer Höhe von 3430 m am Río Lica Lica, der flussabwärts in den Río Tambo Mayu mündet.

## Geographie
Lica Lica liegt zwischen dem bolivianischen Altiplano im Westen und der Cordillera Central im Osten. Das Klima der Region ist ein typisches Tageszeitenklima, bei dem die Temperaturschwankungen im Tagesverlauf stärker ausfallen als im Jahresverlauf.
Die Jahresdurchschnittstemperatur in den Tallagen der Region beträgt etwa 17 °C (siehe Klimadiagramm Betanzos), die Monatswerte schwanken nur unwesentlich zwischen 14 °C im Juni/Juli und 19 °C von November bis Januar. Die jährliche Niederschlagsmenge liegt bei knapp 500 mm, die Monate Mai bis September sind arid mit Monatswerten unter 15 mm, nur im Januar wird ein Niederschlag von 100 mm erreicht.

## Verkehrsnetz
Lica Lica liegt in einer Entfernung von 41 Straßenkilometern nordöstlich von Potosí, der Hauptstadt des Departamentos.
Durch Potosí führt die überregionale Nationalstraße Ruta 5, die von der chilenischen Grenze aus in östlicher Richtung über Uyuni nach Potosí führt und dann weiter über Betanzos und Sucre nach La Palizada im Departamento Santa Cruz. Östlich von Potosí überquert die Ruta 5 nach 33 Kilometern auf einer Straßenbrücke den Río Chaquí Mayu, und einen Kilometer weiter zweigt eine Landstraße in nordöstlicher Richtung von der Hauptstraße ab, auf der man sieben Kilometer später Lica Lica erreicht.

## Bevölkerung
Die Einwohnerzahl der Gemeinde ist in den vergangenen beiden Jahrzehnten leicht angestiegen:
| Jahr | Einwohner         | Quelle       |
| ---- | ----------------- | ------------ |
| 1992 | keine Detaildaten | Volkszählung |
| 2001 | 395               | Volkszählung |
| 2010 | 459               | Volkszählung |
| 2024 |                   | Volkszählung |